# Bertille St. Clair
Bertille St. Clair est un ancien entraîneur de football trinidadien, aujourd'hui retraité.

## Biographie
St. Clair a eu une courte expérience sur le banc de la sélection de Saint-Vincent-et-les-Grenadines en 1996 (3 matches dirigés) avant de prendre les rênes de l'équipe de Trinité-et-Tobago l'année suivante. Il participe à deux Gold Cup en tant que sélectionneur des Soca Warriors, en 1998 et 2000. Il atteint notamment les demi-finales de cette dernière.
Il fait une deuxième pige avec Trinité-et-Tobago en 2004 avant de céder sa place à Leo Beenhakker en 2005.

## Palmarès (entraîneur)
- Coupe caribéenne des nations:
  - Vainqueur en 1997[1] et 1999[2].